# Amqa
Amqa är en före detta palestinsk by 11 kilometer nordöst om staden Acre i Galiléen. 1945 hade den 1 240 invånare och en area på 1 500 hektar. Det enda som finns kvar från före den israeliska invasionen är en pojkskola. Byn koloniserades sedan av jemenitiska judar, medborgare i det nybildade Israel.